# Harry Akst
Harry Akst (15 de agosto de 1894 – 31 de março de 1963) foi um compositor norte-americano.
Nascido na cidade de Nova Iorque, NY, de família musical, seu pai era um violinista. Akst aprendeu a tocar piano aos cinco anos de idade. Por quatro anos, trabalhou para Nora Bayes. Em 1916, durante o serviço militar, em Camp Upton, conheceu o Irving Berlin e se tornou pianista pessoal para sua editora. Em 1921, compôs com parceria de Irving Berlin o hit "Home Again Blues".  Ele começou a conduzir e compor para espetáculos da Broadway e, mais tarde estabeleceu-se em Hollywood, escrevendo músicas, letras e músicas de ações para Fox e Warner Brothers.
Akst foi introduzido no Songwriters Hall of Fame em 1983.
Harry Akst morreu em 31 de março de 1963 em Hollywood. Sepultado no Forest Lawn Memorial Park (Hollywood Hills).